# Neoancistrotus gracilis
Neoancistrotus gracilis is een hooiwagen uit de familie Gonyleptidae.